# Goodbye and Hello
Goodbye and Hello – drugi album studyjny amerykańskiego muzyka i wokalisty Tima Buckleya, wydany nakładem Elektra Records w 1967 roku.

## Lista utworów
Opracowano na podstawie materiału źródłowego.
LP:
Strona A
| 1. | "No Man Can Find the War" (Larry Beckett, Tim Buckley) | 2:58  |
|    |                                                        |       |
| 2. | "Carnival Song" (Buckley)                              | 3:10  |
|    |                                                        |       |
| 3. | "Pleasant Street" (Buckley)                            | 5:15  |
|    |                                                        |       |
| 4. | "Hallucinations" (Beckett, Buckley)                    | 4:55  |
|    |                                                        |       |
| 5. | "I Never Asked to Be Your Mountain" (Buckley)          | 6:02  |
|    |                                                        |       |
|    |                                                        | 22:20 |
|    |                                                        |       |
Strona B
| 6.  | "Once I Was" (Buckley)                 | 3:22  |
|     |                                        |       |
| 7.  | "Phantasmagoria in Two" (Buckley)      | 3:29  |
|     |                                        |       |
| 8.  | "Knight-Errant" (Beckett, Buckley)     | 2:00  |
|     |                                        |       |
| 9.  | "Goodbye and Hello" (Beckett, Buckley) | 8:38  |
|     |                                        |       |
| 10. | "Morning Glory" (Beckett, Buckley)     | 2:52  |
|     |                                        |       |
|     |                                        | 20:21 |
|     |                                        |       |

## Twórcy
Opracowano na podstawie materiału źródłowego.
Muzycy:
- Tim Buckley – gitara, kalimba, wibrafon, śpiew
- Jimmy Bond – gitara basowa
- Carter C.C. Collins – kongi, instrument perkusyjne
- Jim Fielder – gitara basowa
- John Forsha – gitara
- Dave Guard – kalimba, tamburyn
- Brian Hartzler – gitara
- Eddie Hoh – perkusja
- Don Randi – fortepian, klawesyn
- Lee Underwood – gitara prowadząca
- Jerry Yester – fortepian, organy, fisharmonia

Produkcja:
- Jerry Yester, Jac Holzman - produkcja muzyczna
- Bruce Botnick - miksowanie
- William S. Harvey – zdjęcie wewnątrz albumu, projekt okładki
- Guy Webster – zdjęcie na okładce